# D&RGW K-27
A D&RGW K-27 foi uma locomotiva a vapor, com bitola de 914 mm e arranjo de rodeiros 2-8-2, no padrão Mikado. Construída pela Baldwin Locomotive Works para a ferrovia Denver and Rio Grande Westhern Railroad (D&RGW ou DRGW), em 1903. Quinze delas foram produzidas sob a classe 125 que posteriormente foi re-classificada para K-27 no ano de 1924. A K-27 era uma locomotiva muito versátil podendo servir de trem de carga, passageiros ou mista. Seu trajeto principal pela D&RGW foi o percurso de Rocky Mountains no Colorado.

## Curiosidade
Uma locomotiva D&RGW de número 463 foi vendida ao vaqueiro, ator e cantor Gene Autry em maio de 1955. Autry nunca a usou e duou-a para a cidade de Antonito, Colorado. Foi restaurada e colocada em serviço para a Cumbers and Toltec Scenic Railroad em 1994, saindo de serviço em 2002.

## Fonte
- Dennis O'Berry (1995). The Mudhens, A Photografic History.

- Wikipédia em inglês.